# كاهل (اسم)
كاهل هو اسم علم مذكر من أصل عربي، ومعناه هو من كان عمره بين 30-50، ويقال له كهلوأنثاه كهلة، والكاهل اعلى الظهر مما يلي العنق السند المعتمد يقال «كاهل القوم» أي سندهم ومعتمدهم، ويقال «فلانٌ شديد الكاهل» أي منيع الجانب.

## وصلات خارجية
- موسوعة السلطان قابوس لأسماء العرب نسخة محفوظة 5 أبريل 2019 على موقع واي باك مشين.